# BZ Девы
BZ Девы (лат. BZ Virginis) — двойная звезда в созвездии Девы на расстоянии приблизительно 4496 световых лет (около 1379 парсек) от Солнца. Фотографическая звёздная величина звезды — от менее +13m до +9,5m.
Открыта Куно Хофмейстером в 1930 году*.

## Характеристики
Первый компонент — красный гигант, пульсирующая переменная звезда, мирида (M) спектрального класса M5e, или M5. Масса — около 3,426 солнечной, радиус — около 362,896 солнечного. Эффективная температура — около 3793 K.
Второй компонент. Масса — около 1940,64 юпитерианской (1,853 солнечной). Удалён в среднем на 2,255 а.е..